# Rachid Bouhenna
Rachid Bouhenna (Méru, 29 giugno 1991) è un calciatore francese naturalizzato algerino, difensore svincolato.

## Carriera

### Club
Ha giocato nella massima serie dei campionati algerino e rumeno.

### Nazionale
Nel 2011 ha giocato due partite con la nazionale algerina Under-23.

## Palmarès

### Club

#### Competizioni nazionali
- Campionato rumeno: 1

CFR Cluj: 2021-2022